# Río Seco (ort i Argentina, Tucumán, lat -27,27, long -65,56)
Río Seco är en ort i Argentina.   Den ligger i provinsen Tucumán, i den norra delen av landet, 1 100 km nordväst om huvudstaden Buenos Aires. Río Seco ligger 376 meter över havet och antalet invånare är 5 131.
Terrängen runt Río Seco är platt. Runt Río Seco är det ganska tätbefolkat, med 65 invånare per kvadratkilometer.. Närmaste större samhälle är Concepción, 9,0 km söder om Río Seco.
Trakten runt Río Seco består till största delen av jordbruksmark.